# Cocoseiland
Nationaal park Cocos eiland (Spaans: Parque Nacional de la Isla del Coco) is een onbewoond eiland in de Grote Oceaan, gelegen op 550 kilometer van de kust van Costa Rica.
Het eiland zelf heeft een oppervlakte van 2385 ha, maar het beschermde gebied is 199.790 ha groot. Het is tevens het enige stuk land dat op de (naar het eiland genoemde) Cocosplaat gelegen is. Het eiland moet niet worden verward met de Cocoseilanden, bij Australië.
Het eiland is bekend vanwege piraten (waaronder Henry Morgan en Edward Davis) die hier schatten zouden hebben begraven. Ook de Schat van Lima zou er verborgen zijn. Volgens sommigen heeft het bovendien als inspiratiebron voor "Robinson Crusoe" gediend.
Het eiland is een Costa Ricaans nationaal park, werd in 1997 erkend als werelderfgoed en in 2002 nog uitgebreid.
Administratief is Cocoseiland ingedeeld bij de provincie Puntarenas.
- Gemeinsame Normdatei: 4844673-7
- Library of Congress Control Number: sh85027635
- Nationale Bibliotheek van Israël: 987007284044305171
- Virtual International Authority File: 241241121
- WorldCat: E39PBJmXJcRf4j9C9bV94GKfMP